# 沃倫縣 (喬治亞州)
沃倫县（英語：Warren County）是美國喬治亞州東部的一個縣。面積743平方公里。根據美國2000年人口普查，共有人口6,336人。縣治沃倫頓（Warrenton）。
成立於1793年12月19日，縣名紀念在美國獨立戰爭邦克山戰役中戰死的約瑟夫·沃倫。